# Яковенко Сергій Сергійович
Сергій Сергійович Яковенко (нар. 10 травня 1975, Харків, УРСР) — український футбольний тренер, колишній футболіст, що виступав на позиції півзахисника.

## Спортивна кар'єра

### Кар'єра гравця
Вихованець школи харківського «Металіста». Кар'єру розпочинав у «Олімпіку» з рідного міста. У 1993 році перейшов у російський клуб «Жемчужина», за який єдиний матч провів 28 березня того ж року в матчі 4-го туру проти московського «Спартака», вийшовши на заміну Олегу Подружку. Далі грав за адлерський «Торпедо». У 1994 році виступав за «Металіст». Після чого повернувся в Росію, де спочатку виступав у другій лізі за «Арсенал» (Тула) та «Енергію» (Чайковський), а потім не один десяток зустрічей провів у Першому дивізіоні, граючи за пермський «Амкар», смоленський «Кристал» і казанський «Рубін», а також відіграв півроку сезону 2000 року в «Факелі». У сезоні 2004 року Яковенко захищав кольори «Нафтохіміка». У 2005 році виступав за казахстанський «Екібастузець». Завершив кар'єру в 2010 році, виступаючи за «Зірку» (Кіровоград).

### Тренерська кар'єра
Після завершення кар'єри гравця працював у структурі харківського «Металіста», спочатку скаутом, а з 2011 року — тренером молодіжної команди, після чого був помічником головних тренерів основної команди «Металіста» Мирона Маркевича (2013—2014) та Ігора Рахаєва (2014—2015). У 2016—2017 роках працював помічником Рахаєва в казахстанському «Актобе». 27 грудня 2017 року призначений помічником Рахаєва у «Геліосі».
З липня 2022 року до червня 2023 працював помічником головного тренера юнацької (U-19) команди харківського «Металіста 1925», що виступала в Юнацькому чемпіонаті України.

## Особисте життя
Закінчив Харківську державну академію фізичної культури. Одружений, виховує двох дітей.

## Досягнення
«Рига»
- Вища ліга
  -  Бронзовий призер: 2007